# Gaetano Di Marino
Gaetano Di Marino (Salerno, 26 marzo 1922 – 28 febbraio 2011) è stato un politico italiano.

## Biografia
Da giovane aderisce alle idee del fascismo, allontanandosene progressivamente per poi aderire dopo l'Armistizio del 1943 al Partito Socialista Italiano. 
Nel 1945 si iscrive al Partito Comunista dopo avere conseguito la laurea in giurisprudenza. Eletto segretario della sezione salernitana, è prima consigliere comunale della città di Eboli, dal 1952 al 1960, e in seguito di Salerno, dal 1970 al 1980.
Membro del comitato centrale del PCI dal 1960, nel 1962 si trasferisce a Roma, venendo eletto prima alla Camera per due legislature (dal 1963 al 1972) e poi per altre due al Senato (dal 1972 al 1979).